# Moron (geslacht)
Moron is een kevergeslacht uit de familie van de boktorren (Cerambycidae). De wetenschappelijke naam van het geslacht werd voor het eerst geldig gepubliceerd in 1858 door Pascoe.

## Soorten
Moron is monotypisch en omvat slechts de volgende soort:
- Moron distigma Pascoe, 1858